# إرلينغ نيلسن
إرلينغ نيلسن (بالدنماركية:Erling Nielsen)، من مواليد 2 يناير 1935 ، لاعب كرة قدم دنماركي سابق.
لعب مع منتخب الدنمارك لكرة القدم.

## مسيرته الكروية
لعب إرلينغ نيلسن خلال مسيرته الاحترافية مع نادِ واحدٍ في اثنا عشر موسمًا وسجل خلالها 16 هدفًا ضمن 148 مباراة. حيث فاز في موسم واحد بالكأس وفي موسمين بالدوري.
خاض إرلينغ نيلسن مسيرته مع بولدكلوبن 1909 ‏ في موسم 1953–54 ليلعب معه اثنا عشر موسمًا، مشاركًا في 148 مباراة سجل خلالها 16 هدفًا.

## روابط خارجية
- إرلينغ نيلسن على موقع قاعدة بيانات كرة القدم.إي يو (الإنجليزية)
- إرلينغ نيلسن على موقع ناشيونال فوتبول تيمز (الإنجليزية)